# Battaglia di Cane Hill
La battaglia di Cane Hill è stata un episodio della guerra di secessione americana durante il quale l'esercito nordista riuscì a ricacciare le forze confederate del brigadiere generale Marmaduke nella Boston Mountains, nell'Arkansas nordoccidentale.

## Contesto
All'inizio del 1862 l'esercito confederato cercò di recuperare il terreno perso dopo la sconfitta nella battaglia di Pea Ridge con l'obiettivo di respingere le forze nordiste dall'Arkansas settentrionale verso il Missouri.
Con questo scopo il generale confederato Thomas Carmichael Hindman partì alla testa di 11 000 uomini verso Fort Smith, preparandosi a muovere oltre le Boston Mountains verso le regioni nordoccidentali dell'Arkansas.
Ad aspettarlo c'erano le truppe nordiste di Blunt. Hindman inviò dunque un reggimento di cavalleria di circa 2 000 uomini guidati da Marmaduke per tenere impegnato Blunt mentre lui, con il resto delle sue forze, attraversava le montagne.
Blunt però anticipò il piano di Hindman e avanzò verso sud intercettando Marmaduke. La cavalleria sudista venne volta di sorpresa e fu costretta a ritirarsi precipitosamente.

## Conseguenze
La battaglia di Cane Hill fu il preludio della più sanguinosa battaglia di Prairie Grove. L'avanzata di Blunt lo aveva collocato pericolosamente isolato dal resto delle forze nordiste di stanza a Springfield (Missouri).